# オデュッセウスに杯を差し出すキルケ

同じ年に発表した『オデュッセウスとセイレン』。セイレンの歌声を聴くことを欲したオデュッセウスはキルケの助言に従って身体を帆柱に縛り付ける。メルボルン、ビクトリア国立美術館所蔵。

『オデュッセウスに杯を差し出すキルケ』（英: Circe Offering the Cup to Ulysses）は、イギリスの画家ジョン・ウィリアム・ウォーターハウスが1891年に制作した絵画である。油彩。主題はホメロスの叙事詩『オデュッセイア』から取られており、アイアイエ島を訪れたオデュッセウスが魔女キルケと出会うシーンを描いている。
前年に父の死とイタリア旅行を経験したウォーターハウスは古代の神話を題材とした絵画を多く描くようになるが、本作品は同じ年に制作された『オデュッセウスとセイレン』（Ulysses and the Sirens）とともにその最初期の作品であり、またロンドンのニュー・ギャラリーに出展されたウォターハウスの最初の作品としても知られる。現在はイギリス、オールダムのオールダム・ギャラリーに所蔵されている（現在は展示されていない）。

## 主題
『オデュッセイア』によると、トロイア戦争からの帰路、アイアイエ島にたどり着いたオデュッセウスは部下たちに島を探索させるが、島の主であるキルケは彼らを魔法で家畜に変えてしまう。オデュッセウスはヘルメス神に授かった薬草モーリュを使ってキルケの魔法から身を守り、逆に剣を抜いてキルケに襲いかかり、部下たちにかけられた魔法を解いて元の姿に戻させることに成功した。その後、キルケに客人としてもてなされたオデュッセウスは、疲れを癒しているうちに1年間キルケと過ごしてしまうが、旅立ちに際してキルケが授けた多くの助言はその後のオデュッセウスの航海を助けることになる。

## 絵画
キルケは獅子の彫刻が施された玉座に座り、左手に魔法をかけるための杖を掲げ、右手で毒の入った杯を差し出している。背後に置かれた巨大きな円形の鏡には、彼女の館を訪れたオデュッセウスの姿が写っており、今まさに毒を飲ませようとしている相手がオデュッセウスであると分かる。キルケの足元では魔法で豚と化したと思われるオデュッセウスの船の乗組員が寝そべっており、鏡の後や鏡に映った風景の中にも彼らの姿を見ることができる。三脚の上では香炉が煙を上げているほか、床にスミレの花が散らばり、その中に1匹のヒキガエルが描かれている。
構図の中心は玉座に座るキルケである。玉座はオデュッセウスより高い場所に据えられている。またそこから英雄を見下ろすキルケの態度は尊大であり、オデュッセウスに対する彼女の優位性を表している。ウォーターハウスはキルケに半透明の青いペプロスをまとわせて魅力的に描き、またキルケの周囲に種々の象徴的あるいは寓意的なものを配置することでキルケを理想化している。

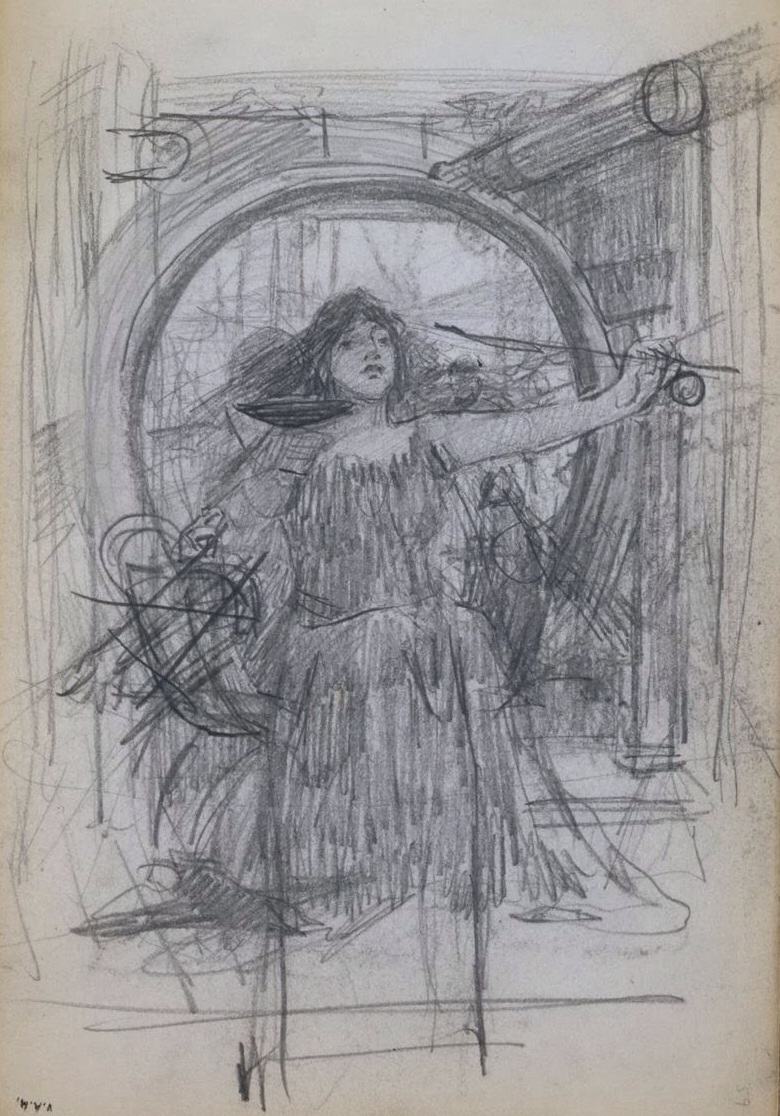
本作品の習作素描。

背後の鏡は複数の役割を果たしている。たとえばウォーターハウスは彼女が太陽神ヘリオスの娘であることを円形の鏡で表している。またキルケの視線の先（つまりキャンバスの外側）の空間を鏡に映すことで、背後の奥行きを延長させる一方、画面にいないオデュッセウスの姿と港に停泊する彼の船を描いている。それによって画家はキルケの見つめる人物がオデュッセウスであると示している。このときキルケの視線と向き合った鑑賞者は視線の先にいる人物、つまり鏡の反射によって映し出されるオデュッセウスと同一化する。このように鏡像によって画面に描かれていない人物の存在を示すという鏡の用い方は、初期フランドル派のヤン・ファン・エイクの『アルノルフィーニ夫妻の肖像』（Portret van Giovanni Arnolfini en zijn vrouw）やスペインバロック期のベラスケスの『ラス・メニーナス』（Las Meninas）と同じだが、特に反射を利用して鏡の中に空間を構築し、キルケが視線を投げかける人物・鑑賞者・鏡に映った英雄の3者を同一化させ、絵画の物語世界に鑑賞者を引き込む効果はベラスケスとの類似が指摘されている。興味深いことに、鏡に映ったオデュッセウスの姿はウォーターハウス本人に似ているという。オデュッセウスはキルケに向かって歩を進めているが、キルケを警戒していることは明らかである。英雄が剣の柄を握る姿はキルケの目論見が打破されることを暗示しており、画家はキルケの背後に鏡を置くことでキルケの誇示する優位性が一時的なものであることを表現している。

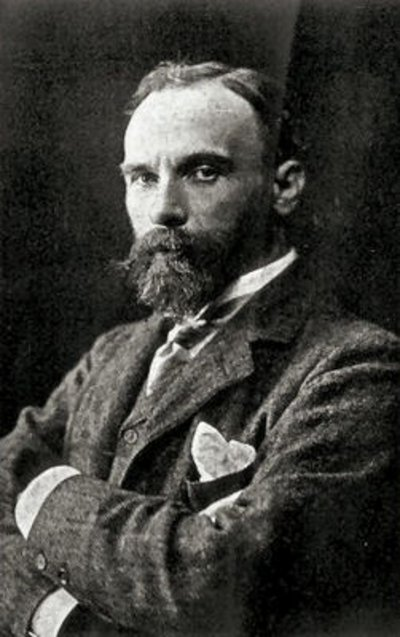
1886年頃のウォーターハウス。

ウォターハウスは本作品以降もしばしばキルケを取り上げ、翌年には魔法を用いてスキュラを破滅させるオウィディウスの物語に基づいて『嫉妬に燃えるキルケ』（The Circe Invidiosa）を描いている。これは大なり小なり、キルケのファム・ファタール的性格（キルケの悪意が常に男に向けられるわけではないにせよ）に対する画家の強い関心を示していると解釈されている。とりわけ同年の『オデュッセウスとセイレン』は男を害する女のテーマが顕著である。こうしたウォーターハウスの作品傾向から、キルケはヴィクトリア朝時代の世相および女性たちに感じた不安や恐怖のメタファーと見なす意見もある。
少なくともウォーターハウスが神秘的あるいは超自然的なものに強い関心を抱いていたことは明らかであり、すでに1880年代に『神託伺い』（Consulting the Oracle）や『魔法円』（The Magic Circle）といった作品を制作している。

## 来歴
オールダムにおけるサフラジェットの一員であり、町の政治の評議員であり、名誉ある著名人の1人であったマージョリー・リーズ（Marjory Lees）によって1952年に同ギャラリーの前身であるオールダム美術館（Oldham Art Gallery）にアンリ・ファンタン＝ラトゥールの『バラ』（Roses）、ジョージ・クラウゼンの初期の肖像画『ピュリス』（Phyllis）とともに寄贈された。彼女の父チャールズ・リーズは画家であり、彼もまた1888年にオールダム美術館の設立に際して80点もの絵画を寄贈している。本作品は彼女の父が1892年のオールダム春季展示会（Oldham's Spring Exhibitions）で画家本人から購入したものである。現在、本作品はオールダム・ギャラリーで最も価値があり、かつ人気のある絵画の1つとなっている。

## ギャラリー

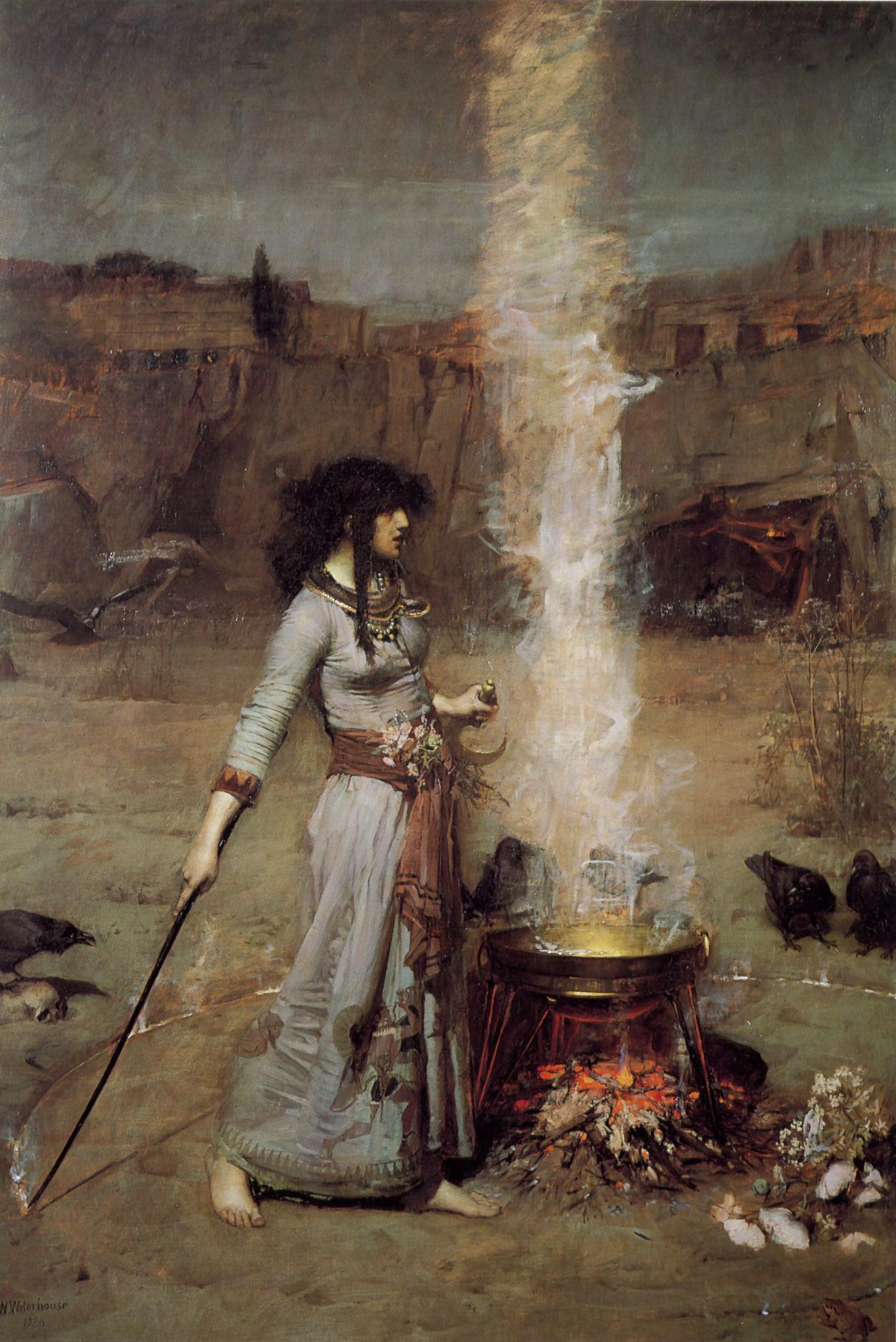
『魔法円』1886年　テート・ブリテン所蔵
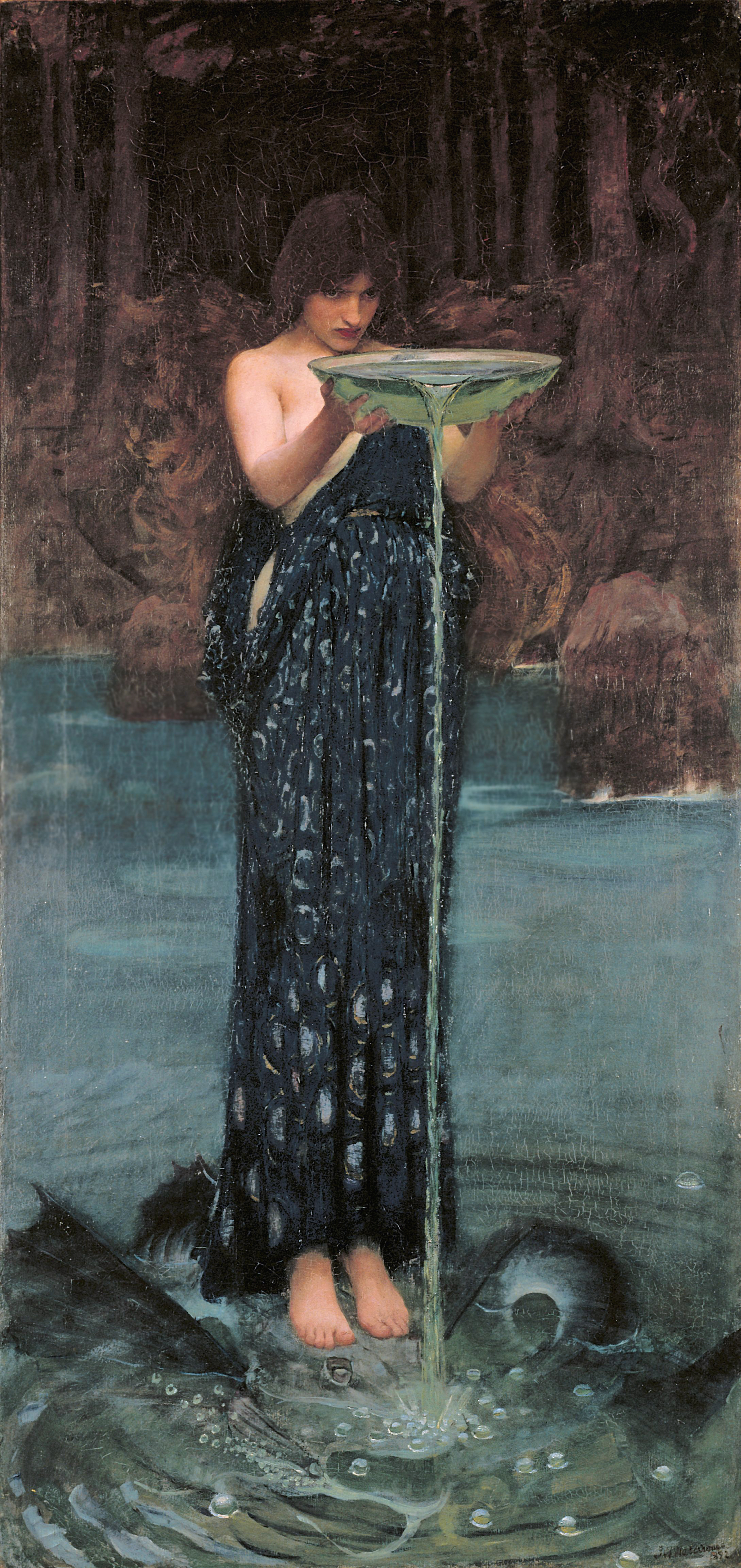
『嫉妬に燃えるキルケ』1892年頃　南オーストラリア美術館所蔵
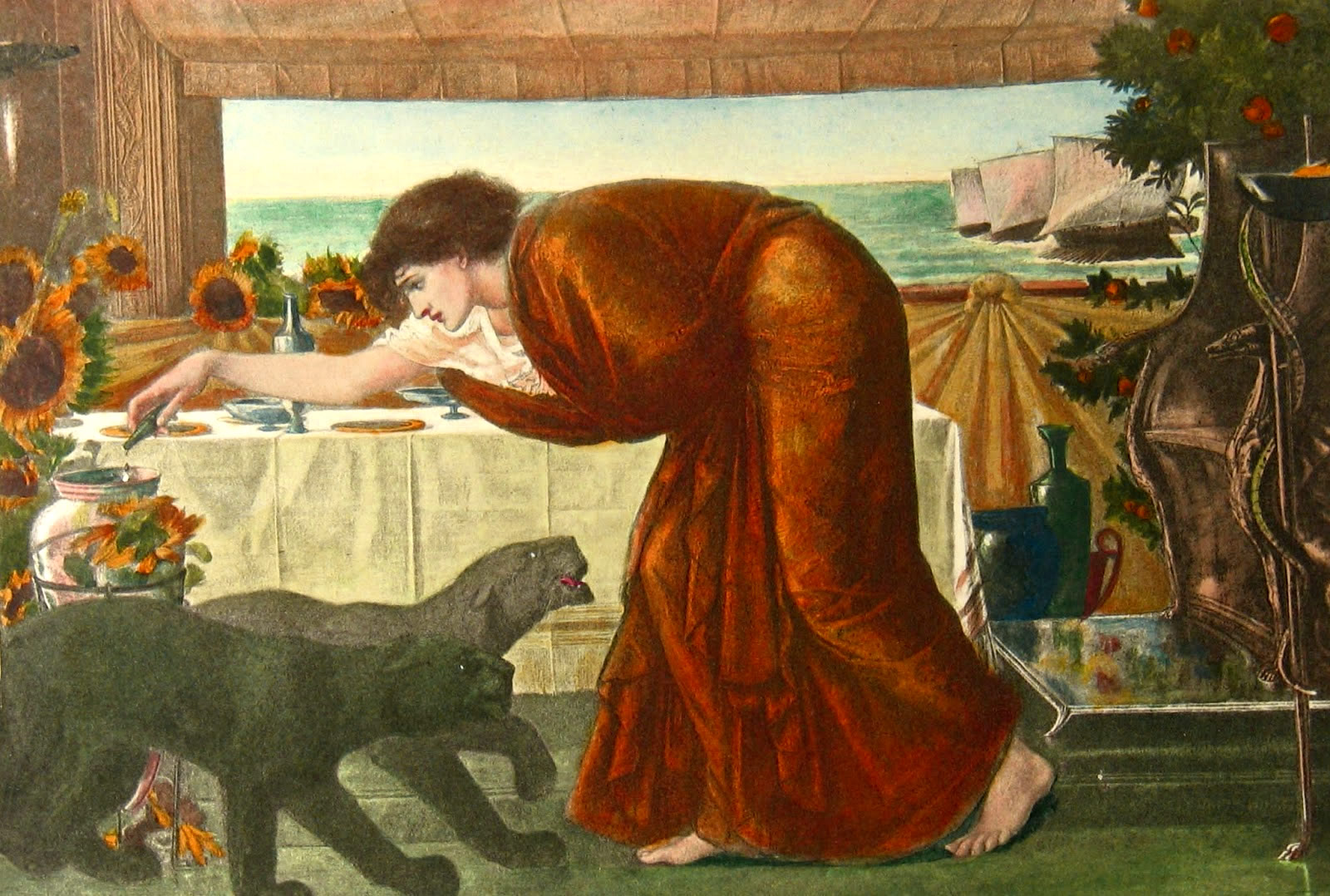
『キルケのワイン』1900年頃　バーミンガム美術館所蔵
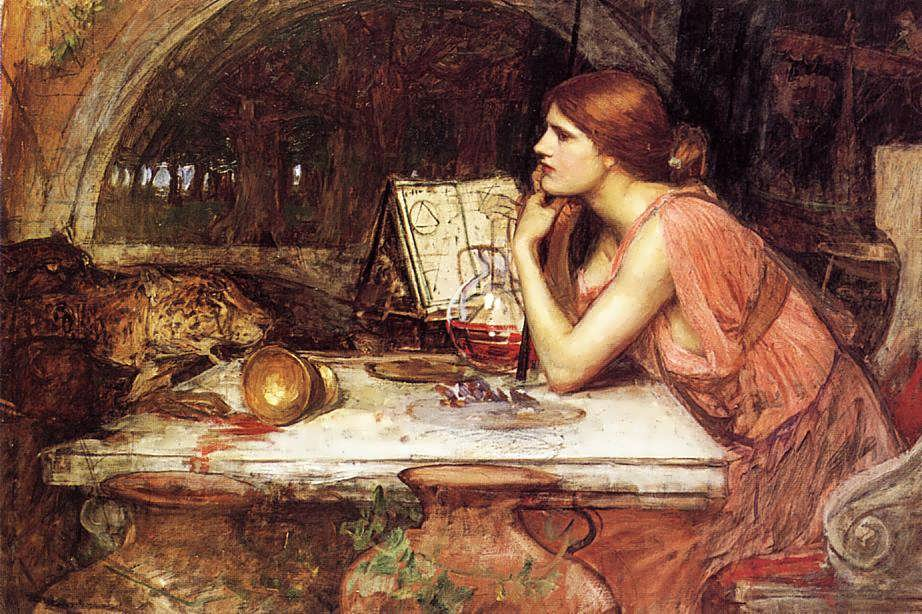
『キルケのスケッチ』1911年-1914年　個人蔵